# Anna-Lisa Byström
Anna-Lisa Byström-Sakellariou, född 25 maj 1932 i Ulricehamn, död 25 april 2013 i Varberg, var en svensk tecknare.
Byström var från 1966 gift med Demetrios Sakellariou och mor till Krystallia Sakellariou. Hon medverkade redan som 14-åring i en teckningstävling för barn, som arrangerades av tidningen Folket i Bild 1946. Hennes teckning från tävlingen ingår numera i Nationalmuseums samling.